# Élodie Coppola

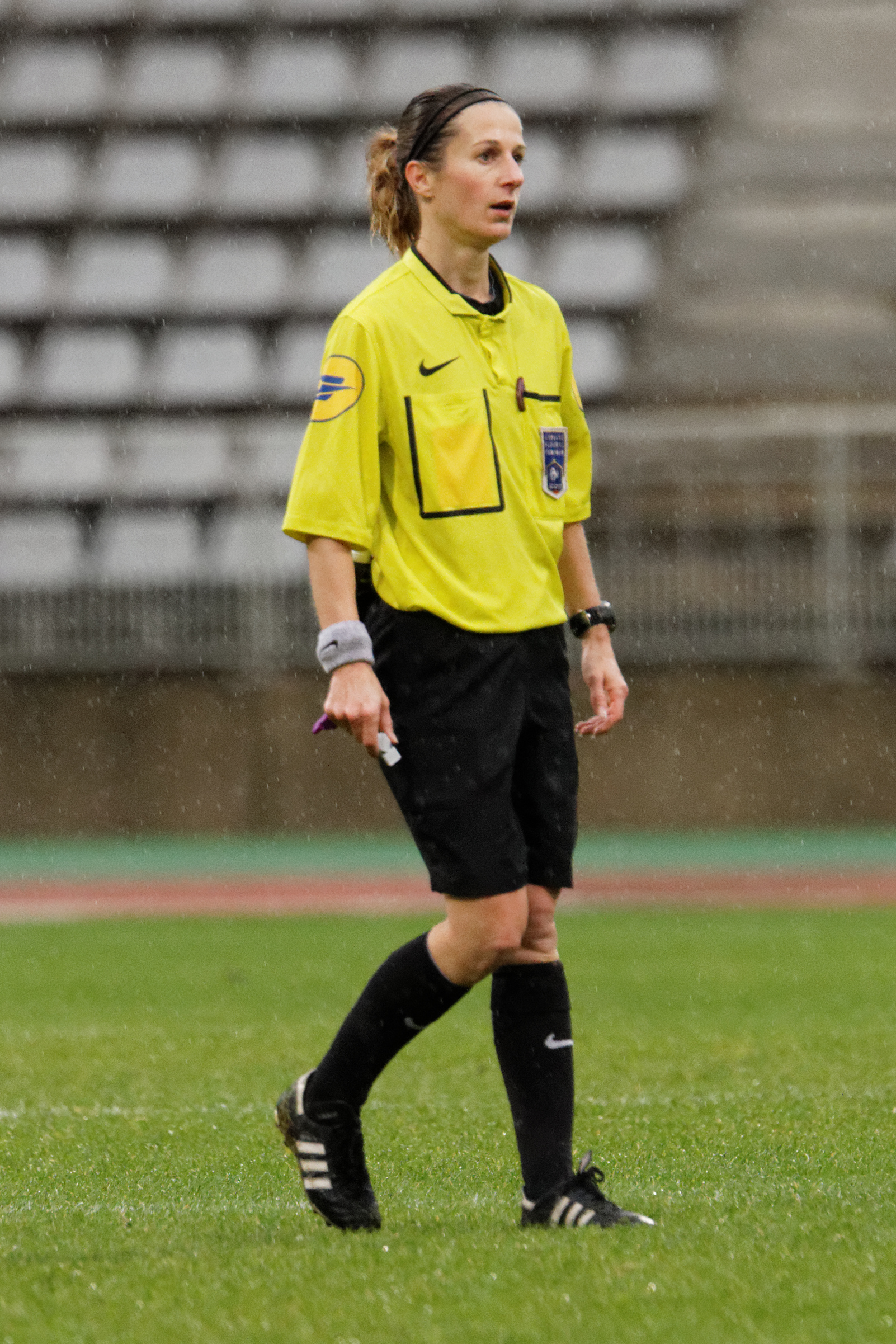
Élodie Coppola (2014)

Élodie Coppola (* 15. Juli 1983 in Douarnenez) ist eine französische Fußballschiedsrichterassistentin.
Seit 2011 steht sie auf der Liste der FIFA-Schiedsrichter.
Am 13. Mai 2012 leitete Coppola das Finale der Coupe de France féminine 2011/12 zwischen Olympique Lyon und dem HSC Montpellier (2:1). Sie wurde am 9. August 2020 im Finale der Coupe de France féminine 2019/20 bereits zum vierten Mal als Linienrichterin bei einem Landespokalfinale nominiert; keine andere Schiedsrichterin brachte es in diesem Wettbewerb bisher auf annähernd gleich viele Finaleinsätze.
Coppola war Schiedsrichterassistentin bei der Europameisterschaft 2022 in England (im Schiedsrichtergespann mit Stéphanie Frappart und Manuela Nicolosi) und leitete dort drei Spiele. In diesem Gespann kam sie auch bei der Weltmeisterschaft 2023 zu Einsätzen.